# Universitat de Coventry
La Universitat de Coventry (anglès: Coventry University) és una universitat situada a Coventry, Anglaterra. Antigament conegut com a Politècnic de Coventry, va ser rebatejat pel seu nom actual després de la Llei d'educació superior de 1992 (Llei d'educació superior i educació superior de 1992). Tanmateix, té els seus orígens al Coventry College of Design el 1843. Des d'aleshores, la institució ha experimentat molts canvis i la universitat ha fet grans avenços en el seu desenvolupament, sobretot en l'última dècada.
Situat a l'est del centre de la ciutat de Coventry, el campus principal ampliat acull una de les biblioteques universitàries més innovadores del Regne Unit amb un aspecte únic. La universitat és coneguda pels seus cursos d'enginyeria i disseny d'automoció rebrandats i per oferir el primer curs de gestió de desastres al Regne Unit.

## Història
La Universitat de Coventry té una llarga tradició com a institució educativa. Les seves arrels es remunten al 1943 com a Coventry School of Design. El 1970, el Coventry College of Art es va fusionar amb el Lanchester Institute of Technology i el Rugby College of Engineering and Technology (Rugby College of Engineering and Technology). La institució resultant va ser l'anomenat Lanchester Institute of Technology en honor a Frederick Lanchester, un pioner de l'automobilisme natural a les Midlands. Va passar a anomenar-se Coventry Polytechnic el 1987 i Coventry University el 1992.

### Cronologia
- 1843 Coventry College of Design
- 1979 Lanchester Polytechnic (després de la fusió de la Coventry College of Art, la Lanchester College of Technology i la Rugbi College of Engineering Technology)
- 1987 Coventry Polytechnic
- 1992 Coventry University

Entre 1970 i 1987 el nom de la institució (llavors Lanchester Polytechnic) causava cert grau de confusió quan ocasionalment era confós amb el Politècnic de Mánchester (Manchester Polytechnic) i la Universitat de Lancaster (Lancaster University), a més de perquè hi ha una poble en Durham anomenat Lanchester.

## Logotip

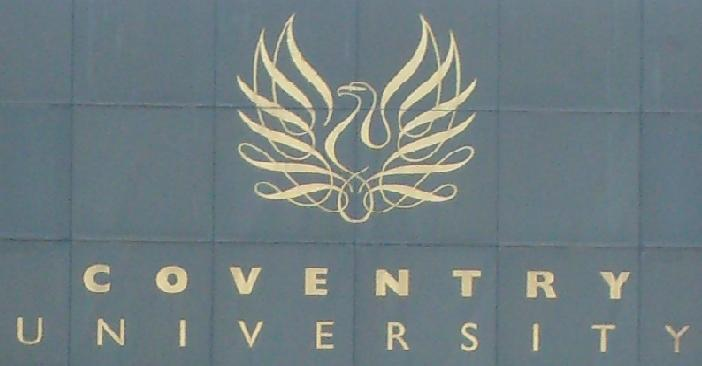
Logotip de la Universitat de Coventry amb el fènix mirant cap a l'esquerra.

El logotip de la universitat representa un fènix, un ocell mític amb un bell plomatge que es creu que viu al desert d'Aràbia. El seu caràcter llegendari és perquè és únic entre les seves ales, i perquè viu cinc o sis segles, després mor, cremant-se en una branca perfumat il·luminada pel sol i batejant les ales. . Va ressuscitar de les cendres, va ser restaurat i va començar un nou cicle de vida. Aquest senyal és un recordatori adequat de com es va reconstruir la ciutat de Coventry després de ser arrasada durant la Segona Guerra Mundial. La Universitat de Coventry està orgullosa de l'associació i l'adopta com el seu emblema.
L'estiu de 2006, el símbol es va girar sobre el seu eix vertical, mostrant el cap d'un fènix mirant cap a la dreta. La decisió va ser impulsada pel desig de retratar la universitat com a avançada més que endarrerida. Gairebé tots els rètols dels edificis del campus es van eliminar i es van substituir per nous models d'acer inoxidable amb Phoenix a la dreta. El disseny del logotip anterior el podem trobar a la façana de l'edifici Ellenberry, tal com es va reproduir abans que es canviés el logotip.

## Campus

### Nom dels edificis
Els edificis acadèmics de la Universitat de Coventry porten el nom de residents locals o regionals. Aquí es poden trobar els següents edificis: 
- Ellen Terry, la famosa actriu shakespiriana del segle xix .
- George Eliot, pseudònim de Mary Ann Evans, novel·lista, cítica i poeta del segle xix .
- Graham Sutherland, pintor i impressor.
- Richard Crossman, periodista polític i polític.
- Sir Frank Whittle, inventor i pioner del 'jet engine'.
- John Laing, famós enginyer.
- William Morris, fundador de la Morris Motor Company.
- Robert Low
- Jaguar
- Charles Ward
- Sir William Lyons, cofundador en 1922 de la Swallow Sidecar Company, constructor de sidecars, que es va convertir en Jaguar Limited
- James Starley, inventor i 'Pare de la indústria de bicicletes'.
- Maurice Foss
- Frederick Lanchester, important enginyer.